# Deutsche Aktionstage Nachhaltigkeit
Die Deutschen Aktionstage Nachhaltigkeit wurden vom Rat für Nachhaltige Entwicklung im Jahr 2012 anlässlich der Konferenz der Vereinten Nationen über nachhaltige Entwicklung in Rio de Janeiro ins Leben gerufen.
Während der Aktionstage im Jahr 2015 gab es beispielsweise in Tübingen Führungen durch das Umweltzentrum, in Stuttgart wurde über die Nachhaltigkeit von Pappbechern diskutiert, in vielen Orten wurden zur 2000-Watt-Gesellschaft passende energiesparende Menüs angeboten und in Karlsruhe gab es Informationen zum Abfall- und zum Mobilitätskonzept.

## Zeitliche Entwicklung der Beteiligung
- 2012: mehr als 270 Projekte[6]
- 2013: mehr als 260 Veranstaltungen[7]
- 2014: mehr als 250 Aktionen[8]
- 2015: 1.204 Projekte, davon 754 Aktionen in Baden-Württemberg, 110 in Nordrhein-Westfalen und 68 in Berlin[9]
- 2016 finden die Aktionstage vom 30. Mai bis zum 5. Juni statt bzw. am 3./4. Juni in Baden-Württemberg

## Themengebiete
Haupt-Themen 2015:

1. Ernährung mit 365 Aktionen

2. Bildung mit 317 Aktionen 

3. Ressourcenschonung mit 236 Aktionen.
Im Jahr 2016 werden die Themen nach den 17 Nachhaltigkeits (SDG) - Zielen gegliedert, also nach Armut, Hunger, Gesundheit & Wohlergehen, ...

## Interaktive Karte
Die einzelnen Aktionen, werden in einer interaktiven Karte dargestellt.

## Entwicklung in Baden-Württemberg
Die Nachhaltigkeitstage in Baden-Württemberg haben erstmals im April 2012 unter dem Motto „ab in die Zukunft“ stattgefunden und waren zunächst in einem Rhythmus von 2 Jahren vorgesehen.
Im Jahr 2013 gab es in Baden-Württemberg eine Nachhaltigkeits-Tour, die an jeweils einem Tag in den drei Städten Freiburg, Heidelberg und Ulm Station machte.
2015 fanden die Nachhaltigkeitstage in Baden-Württemberg erstmals im Rahmen der Deutschen Aktionstage statt.
Die interaktive Landkarte für die Aktionen im Jahr 2016 lässt auch eine Umkreis-Suche zu.
Für 2016 sind vom Organisations-Team der Nachhaltigkeitstage Informations-Broschüren verfügbar:
- für Kommunen[17]
- für Schulen[18]
- für Kirchen[19]

2012 starteten die Aktionstage in Baden-Württemberg mit 400 Aktionen, 2014  waren es knapp 500 und im Jahr 2015 fanden 875 Aktionen statt.

### Übersicht Motto (Baden-Württemberg)
- 2012: ab in die Zukunft[21]
- 2013: „Markt der Möglichkeiten – Nachhaltigkeit sichtbar machen“ in Freiburg[22] bzw. „InspiratioN! – Pioniere des Wandels. Nachhaltig wirtschaftende Unternehmen auf der Überholspur?!“ in Ulm[23]
- 2014: Wir setzten ZeicheN![24][12]
- 2015: Zeichen setzeN![14][25]
- 2016: HeldeN! der Tat gesucht![18]

### Übersicht Termine
| Jahr | Baden-Württemberg                                             | andere Bundesländer   | Europa            |
| ---- | ------------------------------------------------------------- | --------------------- | ----------------- |
| 2012 | 21. April                                                     | 4. Juni               |                   |
| 2013 | 15. Juni (Freiburg), 16. Juni (Heidelberg) und 21. Juni (Ulm) | 15. – 21. Juni        |                   |
| 2014 | 11./12. Juli                                                  | 23. – 29. Juni        |                   |
| 2015 | 12./13. Juni                                                  | 30. Mai – 5. Juni     | 30. Mai – 5. Juni |
| 2016 | 3./4. Juni                                                    | 30. Mai – 5. Juni     | 30. Mai – 5. Juni |
| 2017 |                                                               |                       |                   |
| 2018 |                                                               |                       |                   |
| 2019 |                                                               |                       |                   |
| 2020 |                                                               |                       |                   |
| 2021 |                                                               | 20. bis 26. September |                   |
| 2022 |                                                               | 20. bis 26. September |                   |

## Entwicklung in Europa
Die Deutschen Aktionstage Nachhaltigkeit 2015 fanden im Rahmen der Europäischen Nachhaltigkeitswoche statt, einer von Deutschland, Frankreich und Österreich ins Leben gerufenen Initiative. Registriert waren 4.100 Projekte in 29 Ländern.